# The Cardinal's Conspiracy
The Cardinal's Conspiracy é um filme mudo norte-americano de 1909 em curta-metragem, do gênero dramático, dirigido por D. W. Griffith e Frank Powell.
Cópia do filme encontra-se conservada na Biblioteca do Congresso dos Estados Unidos.